# 152
152 (CLII) var ett skottår som började en fredag i den julianska kalendern.

## Händelser

### Okänt datum
- Ett mindre uppror mot det romerska styret utbryter i Mauretanien.
- Det kinesiska greppet om Tarimsänkan försvagas.

## Födda
- Bao Xin, kinesisk general och krigsherre

## Avlidna
- 14 januari – Markianos, patriark av Alexandria
- 25 maj – Yan Ming, kinesisk kejsarinna av Handynastin